# Конституційний суд Румунії

Емблема Конституційного суду

Конституційний суд Румунії (рум. Curtea Constituțională a României) — судовий орган конституційної юрисдикції в Румунії, який діє незалежно від усіх гілок публічної влади і виконує роль гаранта верховенства Конституції в країні.
Конституційний суд здійснює як попередній, так і наступний конституційний контроль. Він організований за французькою моделлю, однак на відміну від Конституційної ради Франції попередній контроль є не обов'язковим і можливий тільки за запитом відповідних суб'єктів.

## Діяльність
В 2024 році в Румунії відбулися чергові президентські вибори, однак Конституційний суд Румунії анулював результати першого туру виборів через підозри у зовнішньому втручанні та маніпуляціях, що стосуються проросійського кандидата Келіна Джорджеску.